# Калуська улоговина
Ка́луська улого́вина (інша назва — Лімницько-Болохівська улоговина) — акумулятивна рівнина у Передкарпатті, на межиріччі річок Лімниці, Сивки та Болохівки. Розташована в межах Калуського, Рожнятівського й Галицького районів Івано-Франківської області.
Калуська улоговина — знижена слабохвиляста рівнина другої та третьої надзаплавних терас. З півночі обмежена Войнилівською височиною. Укладена здебільшого алювіальними відкладами. Є поклади калійних солей.
В улоговині сформувалися переважно дернові опідзолені й оглеєні, дерново-оглеєні ґрунти. Рослинність представлена луками, лісів збереглось мало (дуб, бук). Розораність сягає 40 %; густо заселена.